# مشتقات الموقع الرابعة، الخامسة والسادسة

المشتقات الزمنية للموقع.

في الفيزياء، تُعرَّف مشتقات الموقع الرابعة، الخامسة والسادسة على أنها مشتقات متجه الموقع فيما يتعلق بالزمن؛ حيث تكون المشتقات الأولى والثانية والثالثة هي السرعة والتسارع والرجفة على التوالي. على عكس المشتقات الثلاثة الأولى، فإن المشتقات ذات الترتيب الأعلى أقل شيوعًا، وبالتالي فإن أسمائها ليست موحدة، على الرغم من أن مفهوم الحد الأدنى من المسار المفاجئ قد تم استخدامه في الروبوتات وتم تنفيذه في ماتلاب.
غالبًا ما يشار إلى المشتق الرابع باسم خطفة أو رجة. أدى الاسم للمشتق الرابع إلى فرقعة ومفجرة للمشتقين الخامس والسادس على التوالي، مستوحى من تمائم رايس كرسبيز Snap, Crackle and Pop.‏ يتم استخدام هذه المصطلحات من حين لآخر، على الرغم من أنها "في بعض الأحيان تستخدم إلى حد ما بخفة".